# بن برننکی
بن شالوم برننکی (به انگلیسی: Ben Shalom Bernanke) (زادهٔ ۱۳ دسامبر ۱۹۵۳) یک اقتصاددان و سیاستمدار آمریکایی و یکی از اعضای برجسته نهاد بروکینگز است که از سال ۲۰۰۶ تا ۲۰۱۴ در دو دوره به عنوان چهاردهمین رئیس فدرال رزرو خدمت کرد.
او در سال ۲۰۰۶ جانشین آلن گرینسپن و جایگزین وی در سال ۲۰۱۴، جنت یلن شد. وی همچنین در سال ۲۰۰۹ به خاطر بحران مالی دهه ۲۰۰۰ به عنوان شخص سال انتخاب شد. برننکی پیش از ریاست فدرال رزرو، استاد دوره‌ای دانشگاه پرینستون بود و از سال ۱۹۹۶ تا ۲۰۰۲، زمانی که به مرخصی خدمات دولتی رفت، ریاست بخش اقتصاد را در آنجا برعهده داشت.
خانواده برننکی یهودی است، و مادر وی یک آموزگار بوده‌است.
برننکی در سال ۱۹۷۵ با رده Summa Cum Laude از دانشگاه هاروارد فارغ‌التحصیل گشت، و دکترای خود را از ام آی تی در رشته اقتصاد در سال ۱۹۷۹ دریافت نمود.
او امروزه استاد اقتصاد دانشگاه پرینستون است.وی همچنین به همراه داگلاس دایاموند و فیلیپ دیبویگ برای پژوهش در زمینه «بانک‌ها و بحران مالی» برندهٔ جایزه یادبود نوبل علوم اقتصادی در سال ۲۰۲۲ شده‌است.

## ابتدای زندگی
برننکی در آگوستای جورجیا به دنیا آمد و در شهر دیلون در کارولینای جنوبی بزرگ شد. پدر او فیلیپ یک داروساز بود و در زمان بیکاری یک تئاتر را نیز مدیریت می‌کرد. مادر او ادنا معلم مدرسه بود. برننکی یک برادر کوچکتر که وکیل است و یک خواهر کوچکتر که در کالج موزیک کار می‌کند دارد.
خانواده برننکی از معدود خانواده‌های یهودی در دیلون بودند و او به کنیسه اوهاو شلوم می‌رفت. برننکی در کودکی از پدربزرگ خود هارولد فریدمن که یک حذان، شوچت و معلم زبان عبری بود زبان عبری یادگرفت. پدر برننکی و عموی او داروخانه‌ای را که از پدربزرگ او جوناس برننکی به ارث رسیده بود مدیریت می‌کردند.
جوناس برننکی در اوکراین امروزی به دنیا آمده بود. او از امپراتوری اتریش-مجارستان (لهستان امروزی) به ایالات متحده مهاجرت کرد و در سن ۳۰ سالگی در سال ۱۹۲۱ در الیس آیلند ساکن شد. خانواده برننکی در سال ۱۹۴۰ از نیویورک به دیلون رفتند.

### مذهب
برننکی فردی مذهبی بود و در جوانی در کنیسه رولهای توراه را نگاه می‌داشت. با اینکه او معمولاً در مورد دین خود صحبت نمی‌کند ولیکن دوستان نزدیک او را فردی از درون مذهبی می‌دانند. خانواده برننکی نگران بودند که او ممکن است در اثر رفتن به دانشگاه هاروارد هویت یهودی خود را از دست بدهد؛ ولیکن دوست خانوادگی آنان در دیلون، کنت منینگ، که او هم به بوستون می‌رفت به خانواده او گفت که در بوستون یهودیان زیادی هستند.

### تحصیلات
برننکی در دیلون به دبیرستان رفت. چون در دبیرستان آنها در آن زمان ریاضی تدریس نمی‌شد او به خود ریاضی آموخت. برننکی در امتحان SAT نمره ۱۵۹۰ از ۱۶۰۰ به دست آورد و جایزه ملی را برد. برننکی سپس به دانشگاه هاروارد رفت. او مدرک دکترای خود را در اقتصاد از دانشگاه م.آی.تی. دریافت کرد. استاد دکترای وی، رئیس بانک مرکزی اسرائیل، استنلی فیشر بود.

### شغلهای آکادمیک
برننکی از سال ۱۹۷۹ که فارغ‌التحصیل شد تا سال ۱۹۸۵ در دانشکده اقتصاد دانشگاه استنفورد تدریس می‌کرد. او سپس به استاد دانشگاهی در دانشگاه پرینستون رسید. برننکی از سال ۲۰۰۲ تا ۲۰۰۵ عضو هیئت رئیسه بانک مرکزی ایالات متحده آمریکا (فدرال رزرو) بود. در سال ۲۰۰۵ جرج بوش او را به سمت مشاور اقتصادی خود انتخاب کرد. او این پست را تا سال ۲۰۰۶ داشت.

## رئیس بانک مرکزی آمریکا (فدرال رزرو)
در تاریخ ۱ فوریه سال ۲۰۰۶ برننکی به سمت ریاست بانک مرکزی آمریکا انتخاب شد. در سال ۲۰۰۹ باراک اوباما او را برای بار دوم نامزد رئیس بانک مرکزی آمریکا کرد. برننکی به دلیل مسائل اقتصادی پیش آمده در سال ۲۰۰۸ دارای منتقدین زیادی بود و بعضی سناتورها مخالف انتخاب او برای بار دوم بودند؛ ولیکن در نهایت او با رای ۷۰–۳۰ انتخاب گردید. این رای نزدیکترین رای در تاریخ آرای روسای بانک مرکزی آمریکا بود.

## مسائل پیش آمده در زمان ریاست بانک مرکزی
برننکی در زمان مشکلات اقتصادی ایالات متحده در سال ۲۰۰۸ به شدت مورد انتقاد قرار گرفت. بیشتر انتقادات از او به این دلیل بود که او نتوانسته بود مشکلات اقتصادی را قبل از وقوع آن پیش‌بینی کند. همچنین روش او برای بهبود اقتصاد با تزریق پول بدون پشتوانه به اقتصاد مورد انتقاد قرار گرفت.
در سال ۲۰۰۹ در نامه‌ای به کنگره آمریکا آندرو کیومو نوشت که برننکی در زمانیکه مریل لینچ توسط بانک آمریکا خریداری شد مرتکب تقلب شده‌است. در این نامه نوشته شده بود که میزان زیان مریل لینچ توسط برننکی به بانک آمریکا اعلام نشده بود.
در سال ۲۰۱۰ برننکی در ماجرای نجات AIG مورد انتقاد قرار گرفت.